# Sergej Jurskij
Sergej Jurjevitj Jurskij (ryska: Сергей Юрьевич Юрский), född 16 mars 1935 i Leningrad, död 8 februari 2019 i Moskva, var en rysk skådespelare, regissör och manusförfattare. Hans mest kända filmroll är som Ostap Bender i filmen Zolotoj teljonok (ryska: Золотой телёнок) 1968 efter Ilf och Petrovs roman Guldkalven. 